# Ligatura
A Ligatura 2007-ben indult irodalomtörténeti könyvsorozat. A 18–20. századi magyar irodalom történetével foglalkozó kutatások azon ágainak kínál publikációs lehetőséget, amely a nemzetközi tudományossághoz is kapcsolódva kulturális antropológiai, új eszmetörténeti vagy társadalomtörténeti szempontokat is érvényesít. Célközönsége így nemcsak az irodalomtörténész szakma, hanem a tágan értelmezett társadalomtudomány képviselői, vagyis a valódi interdiszciplináris párbeszéd lehetőségét keresi. 
A sorozat címe, vagyis a tipográfiában használatos ligatúra szó latinos változata az egyik értelmezési lehetőség szerint éppen erre, a különféle szempontok összefogására utal. A könyvsorozat nem zárkózik el a magyar irodalomtörténet-írás bizonyos klasszikus értékeinek összegyűjtésétől és felmutatásától sem (ennek tulajdonítható, hogy az első két kötet a szerkesztők által példaadónak tartott Csetri Lajos munkásságából válogat), de leginkább a fiatalabb kutatói nemzedékek munkáinak közzétételére vállalkozik. A sorozatot szerkeszti: Szilágyi Márton, Scheibner Tamás és Vaderna Gábor. Kiadja 2007 és 2009 között a L'Harmattan Kiadó  és a Magyar Irodalomtörténeti Társaság, 2009 óta a Ráció Kiadó.

## Eddig megjelent kötetek
- Csetri Lajos: Amathus. Válogatott tanulmányok I. (összeáll. Szajbély Mihály – Zentai Mária), Budapest: L'Harmattan, 2007 (ISBN 978-963-236-003-4)

- Csetri Lajos: Amathus. Válogatott tanulmányok II. (összeáll. Szajbély Mihály – Zentai Mária), Budapest: L'Harmattan, 2007
- T. Szabó Levente: Mikszáth, a kételkedő modern. Történelmi és társadalmi reprezentációk Mikszáth Kálmán prózapoétikájában, Budapest: L'Harmattan, 2007 (ISBN 978-963-236-019-5)
- Labádi Gergely: A magyar episztola a felvilágosodás korában. Műfaj- és médiatörténeti értelmezés, Budapest: L'Harmattan, 2008 (ISBN 978-963-236-095-9)
- Milbacher Róbert: Arany János és az emlékezet balzsama. Az Arany-hagyomány a magyar kulturális emlékezetben, Budapest: Ráció, 2009 (ISBN 978-963-9605-78-7)
- Kerényi Ferenc: Színek, terek, emberek. Irodalom és színház a 18-19. században (szerk. Szilágyi Márton és Scheibner Tamás), Budapest: Ráció, 2010 (ISBN 978 963 9605 98 5)
- Keszeg Anna: Gyöngyössi János. Szövegek és kontextusok, Budapest: Ráció, 2011 (ISBN 978-615-5047-15-2)
- Török Zsuzsa: Petelei István és az irodalom sajtóközege. Média- és társadalomtörténeti elemzés, Budapest, Ráció, 2011 (ISBN 978-615-5047-22-0)
- Sándor István: Író és társadalom. fejezet a magyar felvilágosodás irodalomtörténetéből, Budapest, Ráció, 2012 (ISBN 978-615-5047-29-9)
- Vaderna Gábor: Élet és irodalom. Az irodalom társadalmi használata gróf Dessewffy József életművében, Budapest, Ráció, 2013 (ISBN 978-615-5047-49-7)
- Czifra Mariann: Kazinczy Ferenc és az ortológusok. Árnyak és alakok az 1810-es évek nyelvújítási mozgalmában, Budapest, Ráció, 2013 (ISBN 978-615-5047-52-7)
- Szilágyi Márton: A költő mint társadalmi jelenség. Csokonai Vitéz Mihály pályafutásának mikrotörténeti dimenziói, Budapest, Ráció, 2014 (ISBN 978-615-5047-71-8)
- Scheibner Tamás: A magyar irodalomtudomány szovjetizálása. A szocialista realista kritika és intézményei, 1945-1953, Budapest, Ráció, 2014 (ISBN 978-615-5047-66-4)
- Porkoláb Tibor: Kultusz és felejtés. Lévay József irodalmi és társadalmi státusza, Budapest, Ráció, 2017 (ISBN 978-615-5675-04-1)
- Kucserka Zsófia: Könyvbe vésett jellemek. A szereplői karakter Kemény Zsigmondnál és a 19. századi magyar regényben, Budapest, Ráció, 2017 (ISBN 978-615-5675-12-6)
- V. László Zsófia: Példás asszonyok. Női szerepek változása a protestáns halotti beszédek tükrében (1711–1825), Budapest, Ráció, 2020

## Kritikák a kötetekről
- Takáts József: Az irodalomtörténész politikája, Élet és Irodalom, 52.13 (2008. március 28.): 27.
- Debreczeni Attila: Csetri Lajos megújuló jelenléte, Tiszatáj, 62.5 (2008. május): 88–90.
- Bodrogi Ferenc Máté: „[L]aurus-erdők szent homályin, / illatozó Amathunt ölében”: Csetri Lajos válogatott tanulmányköteteiről, Debreceni Disputa, 6.7–8 (2008. július–augusztus): 71–74.
- Keszeg Anna: A klasszikus magyar irodalomtörténet közeli és távoli kontextusai, Korunk, 3. folyam, 19.9 (2008. szeptember)
- Eisemann György: T. Szabó Levente: Mikszáth, a kételkedő modern, Irodalomtörténet, 89.4 (2008): 626–633.
- Hajdu Péter: Mikszáth? Modernség?, Literatura, 34.4 (2008): 493–497.
- Milbacher Róbert: Mikszáth Kálmán kaján vigyora, Revizor – az NKA kritikai portálja, 2009. február 18.